# 维利·帕德格
维利·帕德格（德語：Willi Padge，1943年10月4日—），德国男子赛艇运动员。他曾代表德国联队参加1960年夏季奥林匹克运动会赛艇比赛，获得男子八人单桨有舵手金牌。